# 컵 누들 박물관 오사카 이케다

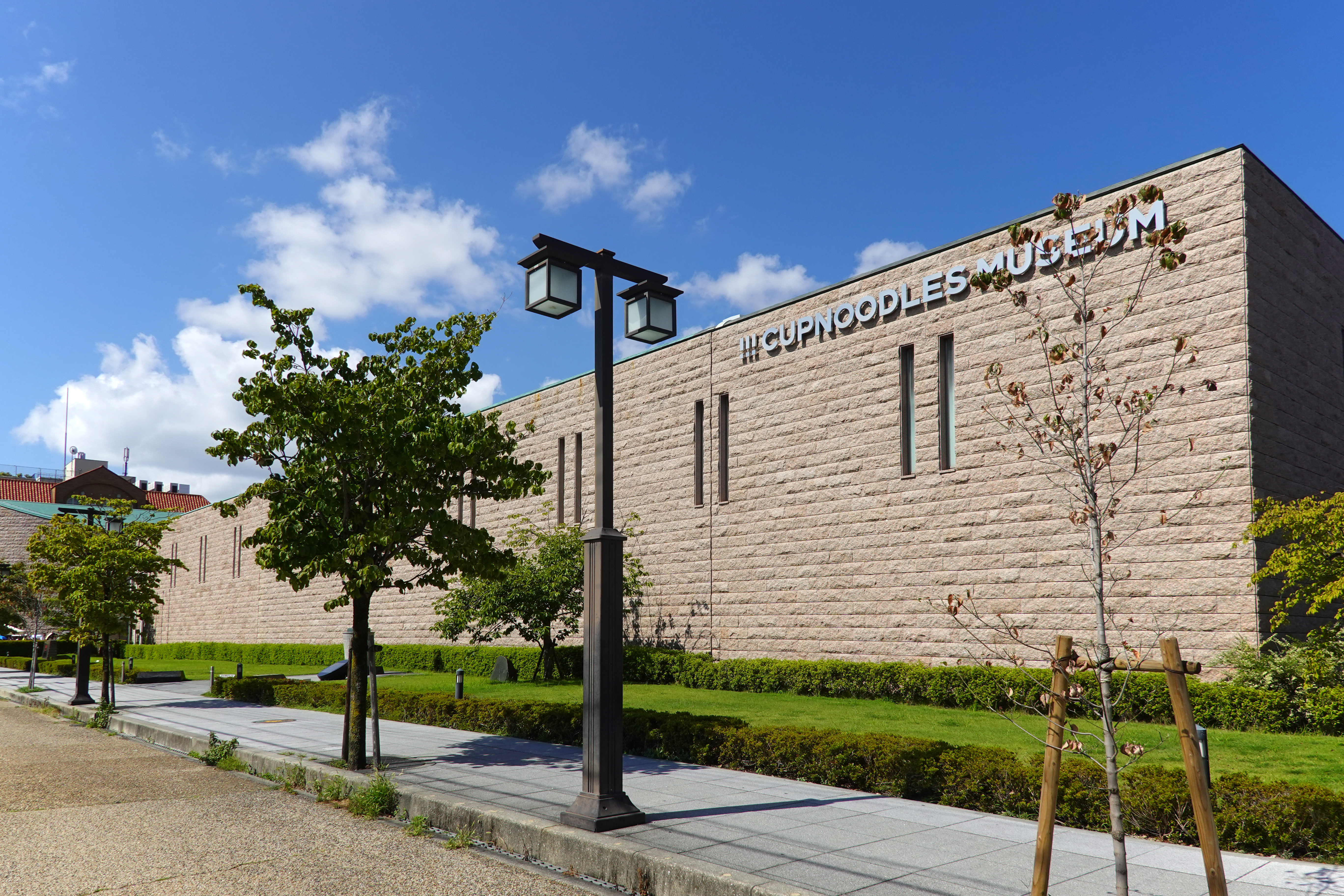
컵 누들 박물관 오사카 이케다

안도 모모후쿠 발명기념관 오사카 이케다(일본어: 安藤百福発明記念館 大阪池田) 또는 컵 누들 박물관 오사카 이케다는 일본의 기업 박물관이다. 치킨라멘을 1958년에 개발한 안도 모모후쿠의 업적을 기념하여 1999년 오사카부 이케다시에 다시 지어진 시설이다. 관리 및 운영은 닛신 스포츠·식문화 진흥재단이 하고 있다.

## 같이 보기
- 위키미디어 공용에 컵 누들 박물관 오사카 이케다 관련 미디어 분류가 있습니다.
- (일본어) 컵 누들 박물관 오사카 이케다 - 공식 웹사이트